# Barão de Rio Ave
Barão de Rio Ave é um título nobiliárquico criado por D. Carlos I de Portugal, por Decreto de 13 de Dezembro de 1892, em favor de Bento Rodrigues de Sousa.
Titulares
1. Bento Rodrigues de Sousa, 1.º Barão de Rio Ave.